# Nong Chok
Nong Chok est l’un des 50 khets de Bangkok en Thaïlande. 

## Points d'intérêt
- Temple bouddhiste Wat Nong Chok
- Mosquée Khoiruttakwa
- Eglise Sant Theresa[1]
- Parc de Nong Chok
- Mahanakorn University of Technology

## Galerie

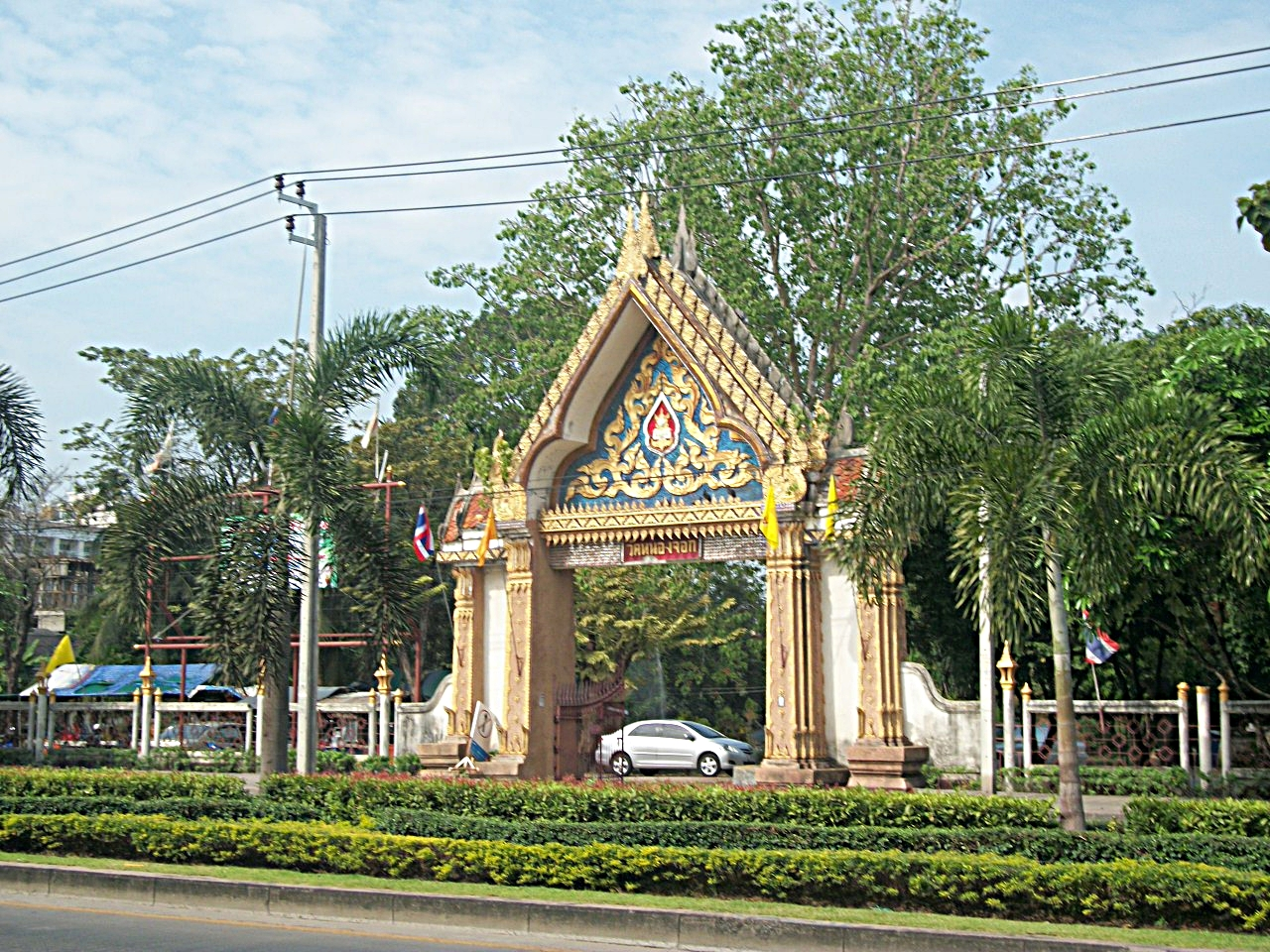
Wat Nong Chok
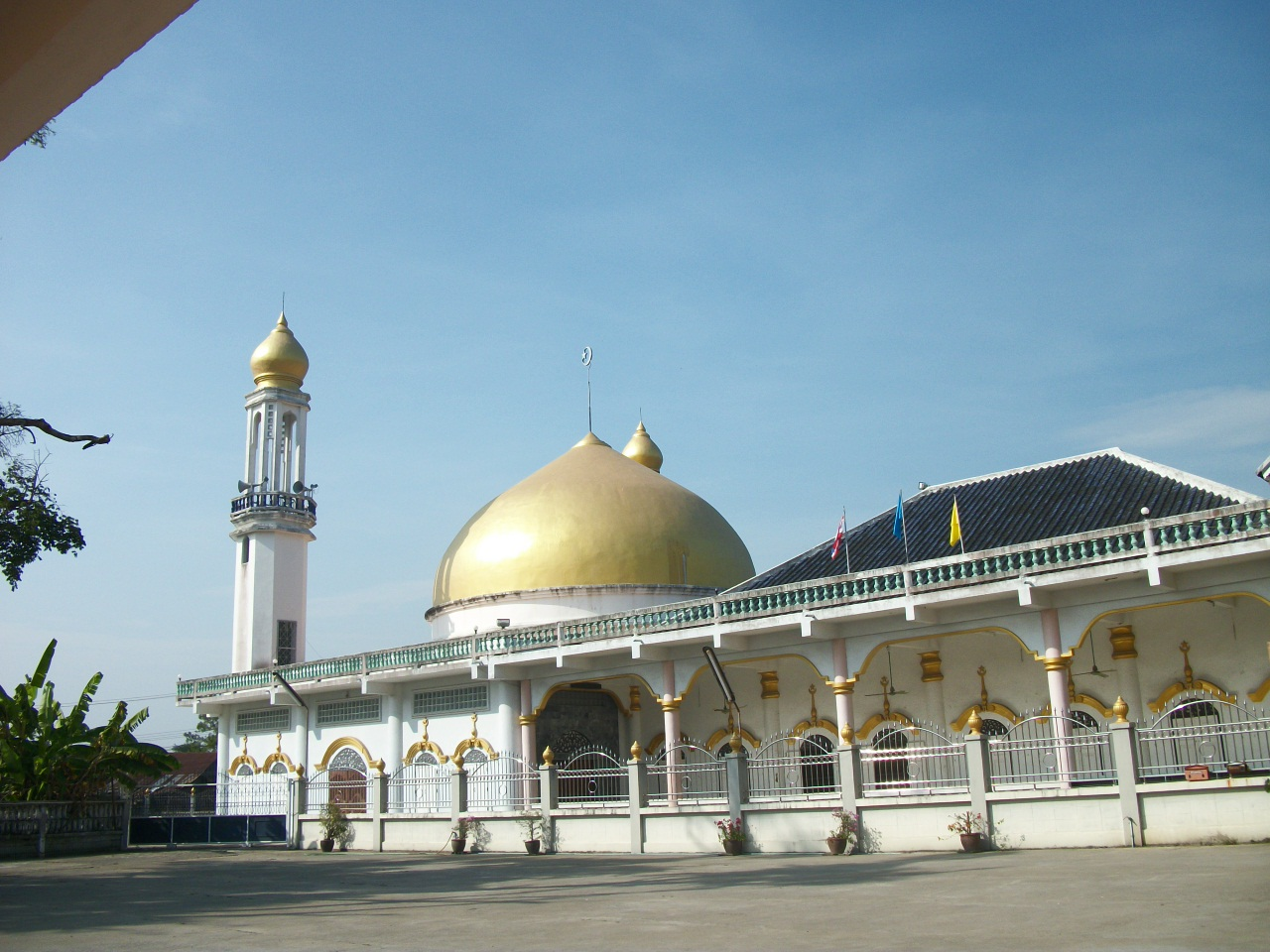
Mosquée Darulmattakeen
Parc de Nong Chok
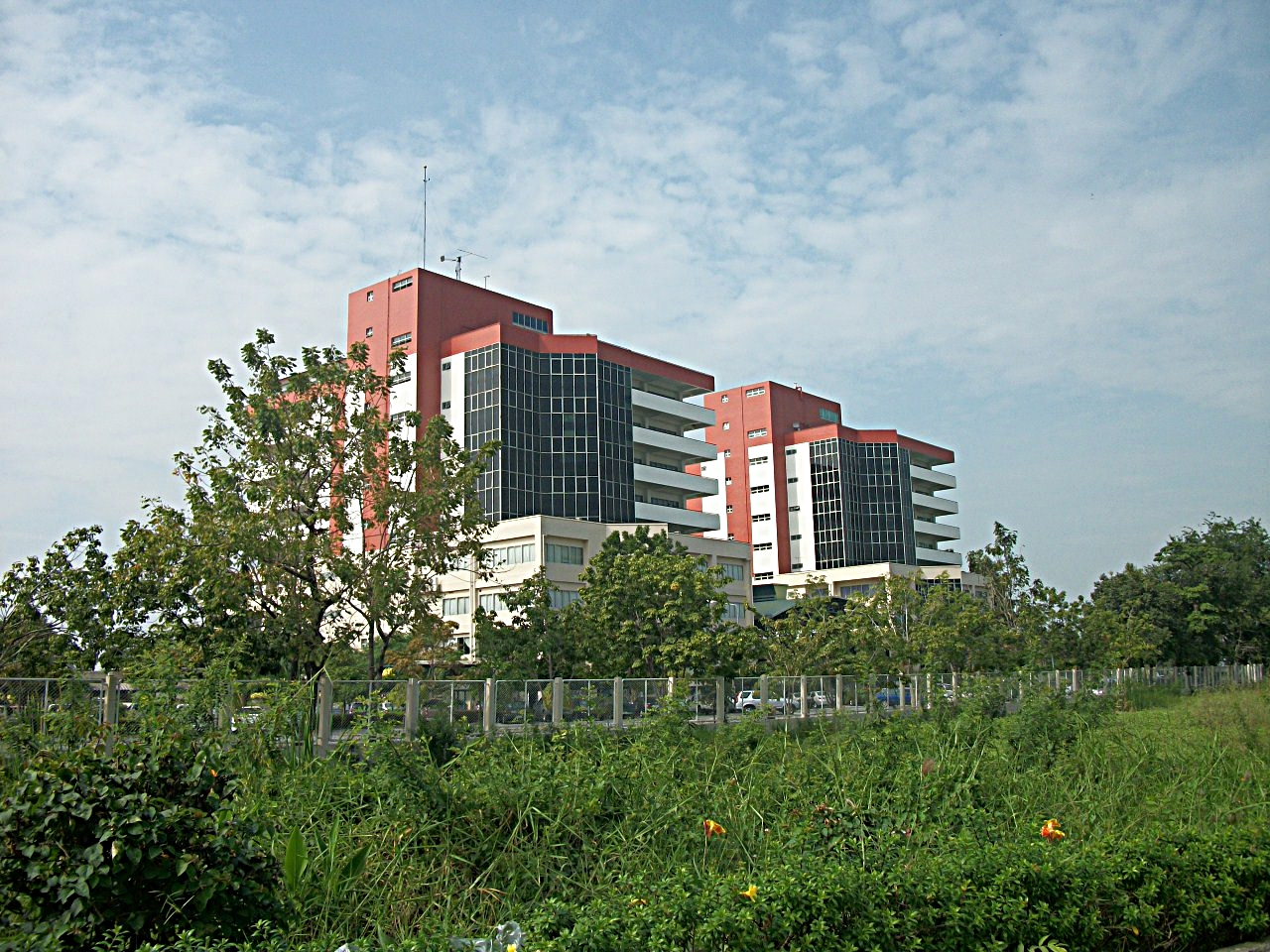
Mahanakorn University of Technology